# FK Dinamo Vranje
Der FK Dinamo Vranje (offiziell auf Serbisch: Фудбалски клуб Динамо Врање – ФК Динамо Врање, Fudbalski klub Dinamo Vranje – FK Dinamo Vranje), gewöhnlich FK Dinamo, ist ein serbischer Fußballverein aus Vranje. Der Klub wurde 1947 gegründet und spielt seit 2018 in der Superliga, der höchsten Spielklasse im serbischen Fußball.

## Geschichte
Der Klub wurde 1947 gegründet. In der Saison 2005/06 gelang der erste Aufstieg in die Prva liga. In Der Saison 2006/07 stieg der Klub direkt wieder in die Serbische Ost Liga ab, ehe dem Klub in der Saison 2007/08 der direkten Wiederaufstieg gelang. Nach drei Jahren in der Prva Liga und zwei Jahren in der Serbischen Ost Liga, stieg der Klub in der Saison 2012/13 in die Niš Zone, der vierten Liga Serbiens, ab. Von der Saison 2013/14 bis 2015/16 gelang dem Klub der Durchmarsch von der vierten in die zweite Liga. In der Saison 2017/2018 gelang Dinamo der erstmalige Aufstieg in die Superliga, nachdem sie in der Prva Liga zweiter wurden. Im Mai 2017, gab der Klub bekannt, dass sie ihr Stadion umbauen wollen.